# 愛爾蘭貴族爵位
愛爾蘭貴族爵位（英語：Peerage of Ireland）是愛爾蘭王國與大不列顛暨愛爾蘭聯合王國時期冊封的貴族爵位。1800年之前，愛爾蘭貴族代表有權出任愛爾蘭上議院，1801年愛爾蘭上議院被聯合王國上議院取代。最後一個授予的愛爾蘭貴族爵位為拉斯多內爾男爵，該爵位1868年12月21日冊封。

## 公爵
| 頭銜       | 冊封年份 | 第一代頭銜持有人  |
| ---------- | -------- | ----------------- |
| 倫斯特公爵 | 1766年   | 詹姆斯·斐茲傑拉德 |
| 阿伯康公爵 | 1868年   | 詹姆斯·漢密爾頓   |

## 侯爵
| 頭銜         | 冊封年份 | 第一代頭銜持有人 |
| ------------ | -------- | ---------------- |
| 沃特福侯爵   | 1789年   | 喬治·貝雷斯福德  |
| 唐郡侯爵     | 1789年   | 威爾斯·希爾      |
| 多尼戈爾侯爵 | 1791年   | 亞瑟·奇徹斯特    |
| 黑德福特侯爵 | 1800年   | 托馬斯·泰勒      |
| 斯利戈侯爵   | 1800年   | 約翰·布朗        |
| 伊利侯爵     | 1800年   | 查爾斯·洛夫特斯  |
| 倫敦德里侯爵 | 1816年   | 羅伯特·史都華    |
| 康寧漢侯爵   | 1816年   | 亨利·康寧漢      |

## 伯爵
- 科爾克伯爵（英语：Earl of Cork）
- 維斯特米斯伯爵（英语：Earl of Westmeath）
- 迪斯蒙伯爵（英语：Earl of Desmond）
- 米斯伯爵（英语：Earl of Meath）
- 凱范伯爵（英语：Earl of Cavan）
- 歐雷利伯爵（英语：Earl of Orrery）
- 卓爾達伯爵（英语：Earl of Drogheda）
- 格拉納德伯爵（英语：Earl of Granard）
- 達恩利伯爵（英语：Earl of Darnley）
- 貝斯博羅伯爵（英语：Earl of Bessborough）
- 卡里克伯爵（英语：Earl of Carrick (Ireland)）
- 沙農伯爵（英语：Earl of Shannon）
- 亞倫伯爵（英语：Earl of Arran (Ireland)）
- 科爾鎮伯爵（英语：Earl of Courtown）
- 梅克斯博羅伯爵（英语：Earl of Mexborough）
- 溫特頓伯爵（英语：Earl Winterton）
- 金斯頓伯爵（英语：Earl of Kingston）
- 羅登伯爵（英语：Earl of Roden）
- 克蘭威廉伯爵（英语：Earl of Clanwilliam）
- 里斯伯恩伯爵（英语：Earl of Lisburne）
- 安翠姆伯爵（英语：Earl of Antrim）
- 隆福特伯爵（英语：Earl of Longford）
- 波爾塔靈頓伯爵（英语：Earl of Portarlington）
- 梅奧伯爵（英语：Earl of Mayo）
- 安斯里伯爵（英语：Earl Annesley）
- 埃尼斯基倫伯爵（英语：Earl of Enniskillen）
- 耳恩伯爵（英语：Earl Erne）
- 盧肯伯爵（英语：Earl of Lucan）
- 貝爾莫伯爵（英语：Earl Belmore）
- 卡利登伯爵（英语：Earl of Caledon）
- 史都華堡伯爵（英语：Earl Castle Stewart）
- 多諾爾莫伯爵（英语：Earl of Donoughmore）
- 里梅利科伯爵（英语：Earl of Limerick）
- 克蘭卡蒂伯爵（英语：Earl of Clancarty）
- 戈斯福特伯爵（英语：Earl of Gosford）
- 羅斯伯爵（英语：Earl of Rosse）
- 諾曼登伯爵（英语：Earl of Normanton）
- 基爾穆里伯爵（英语：Earl of Kilmorey）
- 里斯托爾伯爵（英语：Earl of Listowel）
- 諾貝里伯爵（英语：Earl of Norbury）
- 蘭斐利伯爵（英语：Earl of Ranfurly）

## 子爵
- 格曼斯頓子爵（英语：Viscount Gormanston）
- 蒙加雷子爵（英语：Viscount Mountgarret）
- 瓦倫西亞子爵（英语：Viscount Valentia）
- 迪倫子爵（英语：Viscount Dillon）
- 馬瑟林子爵（英语：Viscount Massereene）
- 查爾蒙子爵（英语：Viscount Charlemont）
- 道恩子爵（英语：Viscount Downe）
- 莫雷斯沃子爵（英语：Viscount Molesworth）
- 切特溫德子爵（英语：Viscount Chetwynd）
- 密道爾頓子爵（英语：Viscount Midleton）
- 波以恩子爵（英语：Viscount Boyne）
- 蓋居子爵（英语：Viscount Gage）
- 高威子爵（英语：Viscount Galway）
- 鮑爾斯庫特子爵（英语：Viscount Powerscourt）
- 艾許布魯克子爵（英语：Viscount Ashbrook）
- 索斯維爾子爵（英语：Viscount Southwell）
- 德威奇子爵（英语：Viscount de Vesci）
- 李福德子爵（英语：Viscount Lifford）
- 班戈爾子爵（英语：Viscount Bangor）
- 多內雷爾子爵（英语：Viscount Doneraile）
- 哈爾貝頓子爵（英语：Viscount Harberton）
- 哈瓦爾登子爵（英语：Viscount Hawarden）
- 蒙克子爵（英语：Viscount Monck）
- 戈特子爵（英语：Viscount Gort）

## 男爵
- 金賽爾男爵（英语：Baron Kingsale）
- 鄧薩尼男爵（英语：Baron of Dunsany）
- 鄧波因男爵（英语：Baron Dunboyne）
- 路斯男爵（英语：Baron Louth）
- 英奇金男爵（英语：Baron Inchiquin）
- 迪格比男爵（英语：Baron Digby）
- 卡貝里男爵（英语：Baron Carbery）
- 艾爾梅男爵（英语：Baron Aylmer）
- 法恩漢男爵（英语：Baron Farnham）
- 萊爾男爵（英语：Baron Lisle）
- 紐博羅男爵（英语：Baron Newborough）
- 麥克唐納男爵（英语：Baron Macdonald）
- 肯辛頓男爵（英语：Baron Kensington）
- 馬西男爵（英语：Baron Massy）
- 穆斯克里男爵（英语：Baron Muskerry）
- 雪菲爾德男爵（英语：Baron Sheffield）
- 基爾緬因男爵（英语：Baron Kilmaine）
- 奧克蘭男爵（英语：Baron Auckland）
- 沃特帕克男爵（英语：Baron Waterpark）
- 葛雷夫斯男爵（英语：Baron Graves）
- 亨廷菲爾德男爵（英语：Baron Huntingfield）
- 卡林頓男爵（英语：Baron Carrington）
- 羅斯莫爾男爵（英语：Baron Rossmore）
- 霍特姆男爵（英语：Baron Hotham）
- 克羅夫頓男爵（英语：Baron Crofton）
- 夫倫奇男爵（英语：Baron ffrench）
- 亨里男爵（英语：Baron Henley）
- 克蘭莫里斯男爵（英语：Baron Clanmorris）
- 達弗林和克蘭波伊男爵（英语：Baron Dufferin and Claneboye）
- 達納利男爵（英语：Baron Dunalley）
- 亨尼克男爵（英语：Baron Henniker）
- 朗福特男爵（英语：Baron Langford）
- 文特里男爵（英语：Baron Ventry）
- 艾許頓男爵（英语：Baron Ashtown）
- 倫德爾沙姆男爵
- 代西斯男爵（英语：Baron Decies）
- 卡索緬因男爵（英语：Baron Castlemaine）
- 加爾瓦赫男爵（英语：Baron Garvagh）
- 馬拉海德的塔爾博特男爵（英语：Baron Talbot of Malahide）
- 卡魯男爵（英语：Baron Carew）
- 奧蘭莫爾和布朗男爵（英语：Baron Oranmore and Browne）
- 貝洛男爵（英语：Baron Bellew）
- 費莫伊男爵（英语：Baron Fermoy）
- 拉斯多內爾男爵